# Cadillac Vistiq

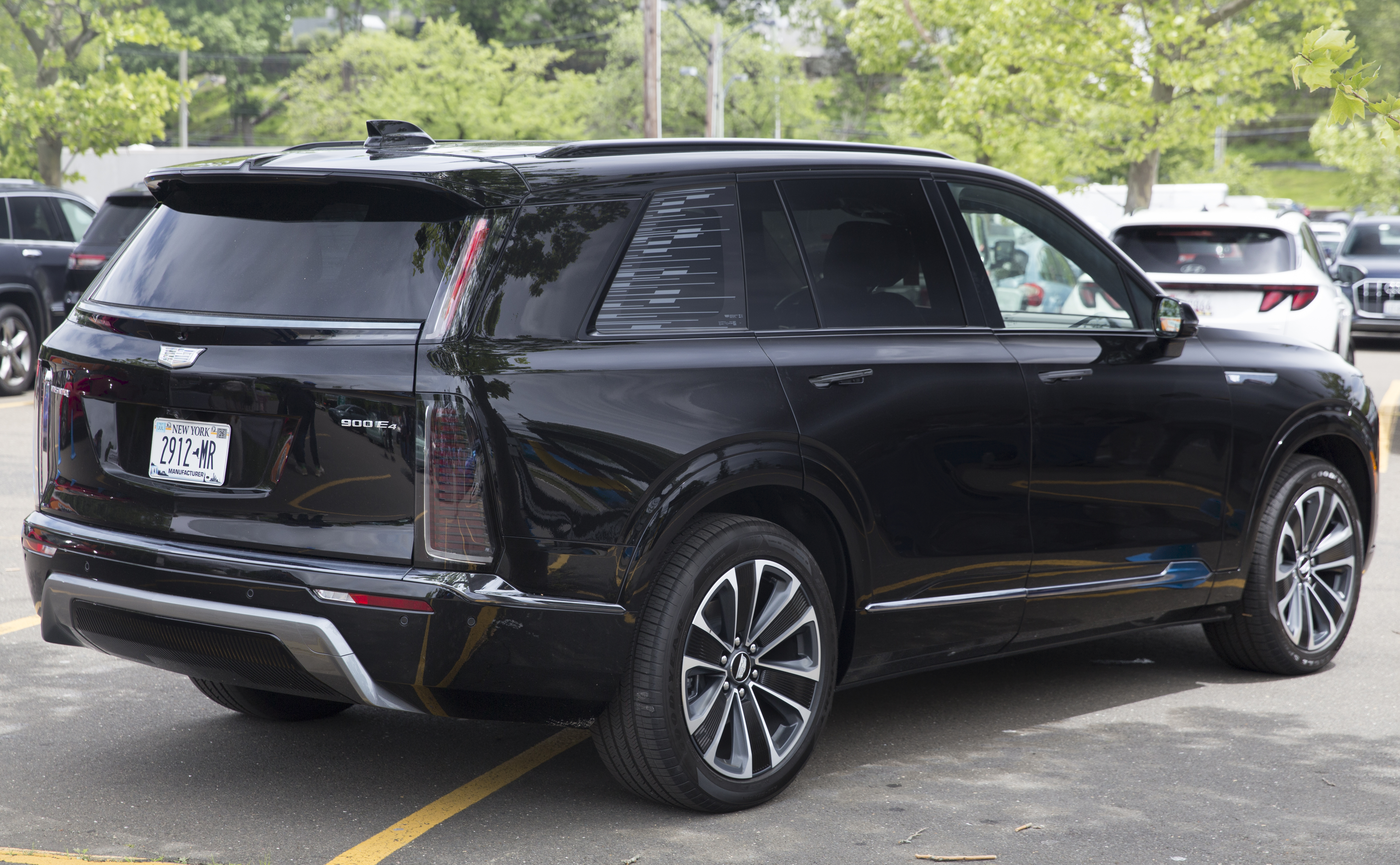
Вид сзади

Cadillac Vistiq — среднеразмерный люксовый электромобиль-кроссовер, выпускающийся с 2025 года подразделением Cadillac компании General Motors. Пришёл на смену автомобилю с ДВС Cadillac XT6. В иерархии занимает промежуток между Lyriq и Escalade IQ.

## Описание
Производство Cadillac Vistiq было начато в феврале 2025 года. Разработанный на платформе GM BEV3, автомобиль оснащается литий-ионным аккумулятором Ultium ёмкостью 102 кВт⋅ч и двумя электродвигателями суммарной мощностью 615 л. с. и суммарным крутящим моментом 881 Н⋅м. Заявленный разгон до 97 км/ч составляет 3,7 секунды в режиме Velocity Max. Запас хода на одной зарядке — 480 км.
В салоне имеются изогнутый 33-дюймовый сенсорный экран и дополнительный 8-дюймовый экран для регулировки климат-контроля и других функций автомобиля. Система климат-контроля рассчитана на пять зон, обеспечивая комфорт для всех пассажиров.
Конкурентом является Lixiang L9.

## Мировые рынки
Vistiq дебютировал в Северной Америке в 2025 году. В Австралии и Новой Зеландии продажи намечены на 2026 год.